# 風間萬裕子
風間萬裕子（日语：／ Kazama Mayuko，10月2日—）是生于日本東京都的女性聲優。I'm Enterprise所属。

## 略历
毕业于日本播音演技研究所。自2018年4月1日起加入I'm Enterprise。
2023年5月加入由Marine ENTERTAINMENT成立的聲優組合“Alice Eyez”。

## 人物
爱好包括鉴賞动画和洋画以及制作短片。而特长是演奏钢琴和貝斯。

## 演出作品

### 电视动画
2018年
- 偶像活動Friends！（粉丝）

2019年
- 南無阿彌陀佛！-蓮台 UTENA-（女高中生）
- 在地下城尋求邂逅是否搞錯了什麼（亚马逊娼妇、亚露露）
- 喜歡本大爺的竟然就妳一個？（红人群E子）
- 超人高中生們即便在異世界也能從容生存！（云雀）

2020年
- 科學超電磁砲T（二之腕学生、女学生）
- 社長，戰鬥的時間到了！（接待）
- 昨日之歌（教师）
- LISTENERS 聆聽者（小孩B）
- 輝夜姬想讓人告白～天才們的戀愛頭腦戰～（团员、女学生）
- 宇崎學妹想要玩！
- 魔法水果籃 2nd season（女学生）
- 王之襲擊（森）
- 全員惡玉（处刑课）

2021年
- 花樣滑冰Stars（他校学生、Million粉丝）
- 夢夢貓（JK）
- 悠悠哉哉少女日和（前辈）
- 86—不存在的戰區—（麦娜·亚托米卡）
- 不要欺負我，長瀞同學（女子）
- Love Live! Superstar!!
- 致不灭的你
- 女朋友 and 女朋友（同班同学）
- 卡片戰鬥!! 先導者 overDress（工作人员、学生、美玲的随从）
- 鬼滅之刃 遊郭篇

2022年
- 薔薇王的葬隊（爱德华王太子幼年期）
- 佐佐木與宮野（双叶枫）
- Love Live! 虹咲學園學園偶像同好會
- 成為女主角！～被討厭的女主角和秘密的工作～（AD）
- 後宮之烏（少年宦官B）

2023年
- 魔王學院的不適任者～史上最強的魔王始祖，轉生就讀子孫們的學校～（卡莎·库鲁诺亚、蒂蒂）
- 槍神Trigun
- 關於我在無意間被隔壁的天使變成廢柴這件事（女学生）
- TechnoRoid 超越意志（大学生）
- 呆萌酷男孩（女性）
- 在異世界獲得超強能力的我，在現實世界照樣無敵～等級提升改變人生命運～
- 不知內情的轉學生不管三七二十一纏了上來。（黑川纯子）
- 和山田談場Lv999的戀愛（少女）
- 【我推的孩子】（女学生）
- 放學後失眠的你（女学生）
- 六道的惡女們（椰子谷唯[5]、龟井）
- Opus.COLORs 色彩高校星（小孩）
- 堀與宮村 piece（女学生B）
- 無職轉生II～到了異世界就拿出真本事～（公会接待、接待女性）
- 我的幸福婚約
- 聖者無雙～上班族的異世界生存之道～（侍女）
- 謊言遊戲（森罗C）
- 死神少爺與黑女僕（伊芙琳）
- SHY（车内广播）
- 我的新上司是天然呆（社员、海野、广播）
- 地下忍者（小孩）

2024年
- 夢想成為魔法少女（水神小夜 / 瑪吉雅碧藍[6]）
- 休假的壞人先生（母亲、店员）
- 神奇柑仔店（野原ソラ）
- 奇異賢伴 黑色天使（涅修）
- 王牌酒保 神之杯（女性社員）
- 死神少爺與黑女僕 第3期（伊芙琳）
- 夜晚的水母不會游泳（女高中生）
- 從Lv2開始開外掛的前勇者候補過著悠哉異世界生活（廣播）
- 花野井同學與戀愛病（女子）
- 怪獸8號（五十嵐珀愛[7]）
- 黑執事 寄宿學校篇（布魯爾家姐妹）
- 魔法科高中的劣等生 第3期（寄生蟲）
- 不时轻声地以俄语遮羞的邻座艾莉同学 （政近〈幼少期〉、女顾客、女学生、学生）
- 2.5次元的诱惑（女学生C）
- 雙生戀情密不可分（前辈、部员）
- 这个世界漏洞百出（小孩)
- 泡泡糖忍戰（瑪姬）
- ATRI -My Dear Moments-（學生）
- 膽大黨（小學男生）
- 刀劍神域外傳 Gun Gale Online II（BKA）
- 魔王2099（真奈奈）

2025年
- 吸吸吸吸吸血鬼（篠塚葵[8]）
- 青春特調蜂蜜檸檬蘇打（姐姐）
- 終究，與你相戀。
- 竹輪戰記～靠我的可愛征服地球～（圓[9]）
- 光之美少女偶像與你（新橋若葉）

### 网络动画
- ZENONZARD THE ANIMATION（2020年、女）
- 風都偵探（2022年，护士）

### 游戏
2018年
- 城姬Quest（望月城[10]）

2019年
- SEVEN's CODE（ファニ[11]）

2020年
- 死亡終局 輪迴試煉2（ポーラ・ウォレン[12]）
- 最終休止符 -無止境的螺旋物語-（ガーネット[13]）
- 少女とドラゴン -幻獣契約クリプトラクト-（テフレア[14]）
- 社長，戰鬥的時間到了！（スノー・ラレッジ[15]）

2021年
- 鬼滅之刃 火之神血風譚
- 決鬥大師 (遊戲)（キョウカ[16]）

2022年
- 奇異人生：本色（亞歷克斯·陳[17]）
- 英雄傳說 黎之軌跡II -緋紅原罪-（卡艾拉·马克米兰[18]）

2023年
- 天空之塔（ハツミー[19]）
- 怪物彈珠（千代古場七朗[20]）

2025年
- 星之翼（稻）

## 脚注
1. ↑  . 相合傘、しませんか？. サイバーエージェント. 2020-04-02  [2022-10-01]. （原始内容存档于2022-10-02）.
2. 1 2 3 4 5 6 7 8  . アイムエンタープライズ.   [2022-10-01]. （原始内容存档于2024-04-13）.
3. ↑  . アイムエンタープライズ. 2019-04-02  [2022-10-01]. （原始内容存档于2019-04-13）. （页面存档备份，存于）
4. ↑  MARINE ENTERTAINMENT Girls Unit. . X. 2023-05-20  [2024-03-27]. （原始内容存档于2023-11-04） （日语）.
5. ↑  . まんたんウェブ (MANTAN). 2023-03-24  [2023-03-24]. （原始内容存档于2023-06-07）.
6. ↑  . まんたんウェブ (MANTAN). 2023-10-27  [2023-10-27]. （原始内容存档于2023-10-31）.
7. ↑  . Comic Natalie. 2024-05-09  [2024-05-09]. （原始内容存档于2024-07-01） （日语）.
8. ↑  . Comic Natalie. 2024-10-10  [2024-10-10]. （原始内容存档于2024-12-12） （日语）.
9. ↑  . Comic Natalie. 2025-03-17  [2025-03-17] （日语）.
10. ↑  . 電撃オンライン. KADOKAWA Game Linkage. 2018-10-18  [2022-10-01]. （原始内容存档于2022-10-04）.
11. ↑  . 電撃オンライン. KADOKAWA Gane Linkage. 2019-10-02  [2022-10-01]. （原始内容存档于2023-12-06）.
12. ↑  . Death end re;Quest2（デス エンド リクエスト2）. コンパイルハート.   [2022-10-01]. （原始内容存档于2022-09-30）.
13. ↑  . 2020-03-13  [2022-10-01]. （原始内容存档于2022-09-30）.
14. ↑  . 2020-04-02  [2022-10-01]. （原始内容存档于2022-10-03）.
15. ↑  . Twitter.   [2023-04-17]. （原始内容存档于2020-08-31） （日语）.
16. ↑  .   [2023-01-25]. （原始内容存档于2024-04-15）.
17. ↑  . SQUARE ENIX.   [2022-10-18]. （原始内容存档于2023-05-05）.
18. ↑  . 英雄伝説 黎の軌跡 II -CRIMSON SiN-. 日本ファルコム.   [2022-10-14]. （原始内容存档于2022-10-13）.
19. ↑  TowerOfSky的2023年8月1日的推文、. Retrieved 2023-08-04.
20. ↑  moon_song的2023年8月12日的推文、. Retrieved 2023-08-12.